# Liste des matchs de l'équipe de Turquie de football par adversaire
Cette liste présente les matchs de l'équipe de Turquie de football par adversaire rencontré. Lorsqu'une rivalité footballistique particulière existe entre la Turquie et un autre pays, une page spécifique est parfois proposée.
- Haut – A
- B
- C
- D
- E
- F
- G
- H
- I
- J
- K
- L
- M
- N
- O
- P
- Q
- R
- S
- T
- U
- V
- W
- X
- Y
- Z

## A

### Algérie
Confrontations entre la Turquie et l'Algérie :
| Date            | Lieu          | Match             | Score | Compétition |
| 4 octobre 1972  | Alger Algérie | Algérie - Turquie | 1-0   | Amical      |
| 28 février 1979 | Bursa Turquie | Turquie - Algérie | 0-1   | Amical      |

Bilan
- Total de matchs disputés : 2
- Victoires de l'équipe du Turquie : 0
- Victoires de l'équipe d'Algérie : 2
- Matchs nuls : 0

### Allemagne
Confrontations entre l'Allemagne et la Turquie :
| Date              | Lieu                                | Match               | Score | Compétition                         |
| 17 juin 1951      | Berlin Ouest, Allemagne de l'Ouest  | RFA - Turquie       | 1-2   | amical                              |
| 21 novembre 1951  | Istanbul, Turquie                   | Turquie - RFA       | 0-2   | amical                              |
| 17 juin 1954      | Berne, Suisse                       | RFA - Turquie       | 4-1   | Coupe du monde 1954                 |
| 23 juin 1954      | Zurich, Suisse                      | RFA - Turquie       | 7-2   | Coupe du monde 1954 (match d'appui) |
| 28 septembre 1963 | Francfort, Allemagne de l'Ouest     | RFA - Turquie       | 3-0   | amical                              |
| 12 octobre 1966   | Ankara, Turquie                     | Turquie - RFA       | 0-2   | amical                              |
| 17 octobre 1970   | Cologne Allemagne de l'Ouest        | RFA - Turquie       | 1-1   | éliminatoires de l'Euro 1972        |
| 25 avril 1971     | Istanbul, Turquie                   | Turquie - RFA       | 0-3   | éliminatoires de l'Euro 1972        |
| 20 décembre 1975  | Istanbul, Turquie                   | Turquie - RFA       | 0-5   | amical                              |
| 1er avril 1979    | Izmir, Turquie                      | Turquie - RFA       | 0-0   | éliminatoires de l'Euro 1980        |
| 22 décembre 1979  | Gelsenkirchen, Allemagne de l'Ouest | RFA - Turquie       | 2-0   | éliminatoires de l'Euro 1980        |
| 23 avril 1983     | Izmir, Turquie                      | Turquie - RFA       | 0-3   | éliminatoires de l'Euro 1984        |
| 26 octobre 1983   | Berlin Ouest, Allemagne de l'Ouest  | RFA - Turquie       | 5-1   | éliminatoires de l'Euro 1984        |
| 30 mai 1992       | Gelsenkirchen, Allemagne            | Allemagne - Turquie | 1-0   | amical                              |
| 10 octobre 1998   | Bursa, Turquie                      | Turquie - Allemagne | 1-0   | éliminatoires de l'Euro 2000        |
| 9 octobre 1999    | Munich, Allemagne                   | Allemagne - Turquie | 0-0   | éliminatoires de l'Euro 2000        |
| 8 octobre 2005    | Istanbul, Turquie                   | Turquie - Allemagne | 2-1   | amical                              |
| 25 juin 2008      | Bâle, Suisse                        | Allemagne - Turquie | 3-2   | Euro 2008 (demi-finale)             |
| 8 octobre 2010    | Berlin, Allemagne                   | Allemagne - Turquie | 3-0   | éliminatoires de l'Euro 2012        |
| 7 octobre 2011    | Istanbul, Turquie                   | Turquie - Allemagne | 1-3   | éliminatoires de l'Euro 2012        |
| 7 octobre 2020    | Cologne, Allemagne                  | Allemagne - Turquie | 3-3   | amical                              |
| 18 novembre 2023  | Berlin, Allemagne                   | Allemagne - Turquie | 2-3   | amical                              |

Bilan
- Total de matchs disputés : 21
- Victoires de l'Équipe d'Allemagne : 14
- Matchs nuls : 4
- Victoires de l'Équipe de Turquie : 4

### Allemagne de l'Est
Confrontations entre l'équipe d'Allemagne de l'Est de football et l'équipe de Turquie de football.
| Date             | Lieu                             | Match         | Score | Compétition                                |
| 17 novembre 1976 | Dresde ( Allemagne de l'Est)     | RDA - Turquie | 1 - 1 | Qualifications pour la Coupe du monde 1978 |
| 16 novembre 1977 | Izmir ( Turquie)                 | Turquie - RDA | 1 - 2 | Qualifications pour la Coupe du monde 1978 |
| 25 mars 1987     | Istanbul ( Turquie)              | Turquie - RDA | 3 - 1 | Match amical                               |
| 30 novembre 1988 | Istanbul ( Turquie)              | Turquie - RDA | 3 - 1 | Qualifications pour la Coupe du monde 1990 |
| 12 avril 1989    | Magdebourg ( Allemagne de l'Est) | RDA - Turquie | 0 - 2 | Qualifications pour la Coupe du monde 1990 |

Bilan
- Total de matchs disputés : 5
- Victoires de la RDA : 1
- Victoires de la Turquie : 3
- Matchs nuls : 1

### Angleterre
Confrontations entre l'Angleterre et la Turquie :
| Date             | Lieu                  | Match                   | Score | Compétition                                  |
| 14 novembre 1984 | Istanbul Turquie      | Turquie - Angleterre    | 0-8   | (Qualifications pour la Coupe du monde 1986) |
| 16 octobre 1985  | Londres Angleterre    | Angleterre - Turquie    | 5-0   | (Qualifications pour la Coupe du monde 1986) |
| 29 avril 1987    | Izmir Turquie         | Turquie - Angleterre    | 0-0   | (Qualifications pour l'Euro 1988)            |
| 14 octobre 1987  | Londres Angleterre    | Angleterre - Turquie    | 8-0   | (Qualifications pour l'Euro 1988)            |
| 1er mai 1991     | Izmir Turquie         | Turquie - Angleterre    | 0-1   | (Qualifications pour l'Euro 1992)            |
| 16 octobre 1991  | Londres Angleterre    | Angleterre - Angleterre | 1-0   | (Qualifications pour l'Euro 1992)            |
| 18 novembre 1992 | Londres Angleterre    | Angleterre - Turquie    | 4-0   | (Qualifications pour la Coupe du monde 1994) |
| 31 mars 1993     | Izmir Turquie         | Turquie - Angleterre    | 0-2   | (Qualifications pour la Coupe du monde 1994) |
| 2 avril 2003     | Sunderland Angleterre | Angleterre - Turquie    | 2-0   | (Qualifications pour l'Euro 2004)            |
| 11 octobre 2003  | Istanbul Turquie      | Turquie - Angleterre    | 0-0   | (Qualifications pour l'Euro 2004)            |
| 22 mai 2016      | Manchester Angleterre | Angleterre - Turquie    | 2-1   | amical                                       |

Bilan
- Total de matchs disputés : 11
- Victoires de l'équipe d'Angleterre : 9
- Matchs nuls : 2
- Victoires de l'équipe de Turquie : 0

### Angola
Confrontations entre l'Angola et la Turquie :
| Date        | Lieu            | Match            | Score | Compétition  |
| 2 juin 2006 | Arnhem Pays-Bas | Angola - Turquie | 2-3   | Match amical |

Bilan
- Total de matchs disputés : 1
- Victoires de l'équipe d'Angola : 0
- Victoires de l'équipe de Turquie : 1
- Match nul : 0

### Arménie
Confrontations entre l'Arménie et la Turquie :
| Date             | Lieu           | Match             | Score | Compétition                                |
| 6 septembre 2008 | Erevan Arménie | Arménie - Turquie | 0-2   | Qualifications pour la Coupe du monde 2010 |
| 14 octobre 2009  | Bursa Turquie  | Turquie - Arménie | 2-0   | Qualifications pour la Coupe du monde 2010 |
| 25 mars 2023     | Erevan Arménie | Arménie - Turquie | 1-2   | Qualifications pour l'Euro 2024            |

Bilan
- Total de matchs disputés : 3
- Victoires de l'équipe de Arménie : 0
- Victoires de l'équipe de Turquie : 3
- Match nul : 0

### Australie
Confrontations entre l'Australie et la Turquie :
| Date        | Lieu                | Match               | Score | Compétition  |
| 21 mai 2004 | Sydney Australie    | Australie - Turquie | 1-3   | Match amical |
| 24 mai 2004 | Melbourne Australie | Australie - Turquie | 0-1   | Match amical |

Bilan
- Total de matchs disputés : 2
- Victoires de l'équipe d'Australie : 0
- Victoires de l'équipe de Turquie : 2
- Match nul : 0

### Autriche
Confrontations entre l'Autriche et la Turquie :
| Date             | Lieu              | Match              | Score | Compétition                                                      |
| 30 mai 1948      | Istanbul Turquie  | Turquie - Autriche | 0-1   | Match amical                                                     |
| 20 mars 1949     | Vienne Autriche   | Autriche - Turquie | 1-0   | Match amical                                                     |
| 13 novembre 1974 | Istanbul Turquie  | Turquie - Autriche | 0-1   | Match amical                                                     |
| 17 avril 1977    | Vienne Autriche   | Autriche - Turquie | 1-0   | (Qualifications pour la Coupe du monde 1978)                     |
| 30 octobre 1977  | Izmir Turquie     | Turquie - Autriche | 0-1   | (Qualifications pour la Coupe du monde 1978)                     |
| 17 novembre 1982 | Vienne Autriche   | Autriche - Turquie | 4-0   | (Qualifications pour l'Euro 1984)                                |
| 16 novembre 1983 | Istanbul Turquie  | Turquie - Autriche | 3-1   | (Qualifications pour l'Euro 1984)                                |
| 2 novembre 1988  | Vienne Autriche   | Autriche - Turquie | 3-2   | (Qualifications pour la Coupe du monde 1990)                     |
| 25 octobre 1989  | Istanbul Turquie  | Turquie - Autriche | 3-0   | (Qualifications pour la Coupe du monde 1990)                     |
| 10 novembre 2001 | Vienne Autriche   | Autriche - Turquie | 0-1   | (Qualifications pour la Coupe du monde 2002)                     |
| 14 novembre 2001 | Istanbul Turquie  | Turquie - Autriche | 5-0   | (Qualifications pour la Coupe du monde 2002)                     |
| 19 novembre 2008 | Vienne Autriche   | Autriche - Turquie | 2-4   | Match amical                                                     |
| 29 mars 2011     | Istanbul Turquie  | Turquie - Autriche | 2-0   | Éliminatoires du Championnat d'Europe de football 2012, groupe A |
| 6 septembre 2011 | Vienne Autriche   | Autriche - Turquie | 0-0   | Éliminatoires du Championnat d'Europe de football 2012, groupe A |
| 26 mars 2024     | Vienne Autriche   | Autriche - Turquie | 6-1   | Match amical                                                     |
| 2 juillet 2024   | Leipzig Allemagne | Autriche - Turquie | 1-2   | Championnat d'Europe de football 2024 (huitièmes de finale)      |

Bilan
- Total de matchs disputés : 15
- Victoires de l'équipe d'Autriche : 8
- Matchs nuls : 1
- Victoires de l'équipe de Turquie : 8

## B

### Belgique
Confrontations entre l'équipe de Belgique de football et l'équipe de Turquie de football en matchs officiels :
| Date              | Lieu      | Match              | Score | Compétition                                  |
| 8 décembre 1957   | Ankara    | Turquie - Belgique | 1-1   | Match amical                                 |
| 26 décembre 1958  | Bruxelles | Belgique - Turquie | 1-1   | Match amical                                 |
| 31 août 1996      | Bruxelles | Belgique - Turquie | 2-1   | (Qualifications pour la Coupe du monde 1998) |
| 30 avril 1997     | Istanbul  | Turquie - Belgique | 1-3   | (Qualifications pour la Coupe du monde 1998) |
| 19 juin 2000      | Bruxelles | Belgique - Turquie | 0-2   | Euro 2000 (Groupe B)                         |
| 28 avril 2004     | Bruxelles | Belgique - Turquie | 2-3   | Match amical                                 |
| 24 mai 2006       | Genk      | Belgique - Turquie | 3-3   | Match amical                                 |
| 10 septembre 2008 | Istanbul  | Turquie - Belgique | 1-1   | (Qualifications pour la Coupe du monde 2010) |
| 10 octobre 2009   | Bruxelles | Belgique - Turquie | 2-0   | (Qualifications pour la Coupe du monde 2010) |
| 7 septembre 2010  | Istanbul  | Turquie - Belgique | 3-2   | (Qualifications pour l'Euro 2012)            |
| 3 juin 2011       | Bruxelles | Belgique - Turquie | 1-1   | (Qualifications pour l'Euro 2012)            |

Bilan partiel
- Total de matchs disputés : 11
- Victoires de l'équipe de Belgique : 3
- Victoires de l'équipe de Turquie : 3
- Match nul : 5

### Brésil
Confrontations en matchs officiels entre le Brésil et la Turquie.
| Date         | Lieu             | Match            | Score | Compétition                              |
| 1er mai 1956 | Istanbul Turquie | Turquie - Brésil | 0-1   | Match amical                             |
| 3 juin 2002  | Ulsan            | Brésil - Turquie | 2-1   | Coupe du monde 2002 (groupe C)           |
| 26 juin 2002 | Saitama          | Brésil - Turquie | 1-0   | Coupe du monde 2002 (1/2 finale)         |
| 23 juin 2003 | Saint-Étienne    | Brésil - Turquie | 2-2   | Coupe des confédérations 2003 (Groupe B) |
| 5 juin 2007  | Dortmund         | Brésil - Turquie | 0-0   | Match amical                             |

Bilan
- Nombre de matchs joués : 5
- Victoires du Brésil : 3
- Victoires de la Turquie : 0
- Matchs nuls : 2

### Bulgarie
Confrontations entre la Bulgarie et la Turquie :
| Date              | Lieu                  | Match              | Score | Compétition                   |
| 10 avril 1925     | Istanbul Turquie      | Turquie - Bulgarie | 2-1   | Match amical                  |
| 17 juillet 1927   | Sofia Bulgarie        | Bulgarie - Turquie | 3-3   | Match amical                  |
| 14 octobre 1927   | Istanbul Turquie      | Turquie - Bulgarie | 3-1   | Match amical                  |
| 27 septembre 1931 | Sofia Bulgarie        | Bulgarie - Turquie | 5-1   | Match amical                  |
| 4 novembre 1932   | Istanbul Turquie      | Turquie - Bulgarie | 2-3   | Match amical                  |
| 7 décembre 1958   | Ankara Turquie        | Turquie - Bulgarie | 0-0   | Match amical                  |
| 26 août 1960      | Grosseto Italie       | Bulgarie - Turquie | 3-0   | Jeux olympiques d'été de 1960 |
| 27 novembre 1960  | Sofia Bulgarie        | Bulgarie - Turquie | 2-1   | Match amical                  |
| 20 décembre 1964  | Istanbul Turquie      | Turquie - Bulgarie | 0-0   | Match amical                  |
| 9 mai 1965        | Sofia Bulgarie        | Bulgarie - Turquie | 4-1   | Match amical                  |
| 9 octobre 1968    | Istanbul Turquie      | Turquie - Bulgarie | 0-2   | Match amical                  |
| 18 avril 1973     | Izmir Turquie         | Turquie - Bulgarie | 5-2   | Match amical                  |
| 8 mai 1974        | Sofia Bulgarie        | Bulgarie - Turquie | 5-1   | Match amical                  |
| 22 septembre 1976 | Sofia Bulgarie        | Bulgarie - Turquie | 2-2   | Match amical                  |
| 16 février 1977   | Istanbul Turquie      | Turquie - Bulgarie | 2-0   | Match amical                  |
| 21 septembre 1977 | Sofia Bulgarie        | Bulgarie - Turquie | 3-1   | Match amical                  |
| 17 octobre 1984   | Istanbul Turquie      | Turquie - Bulgarie | 0-0   | Match amical                  |
| 21 août 1991      | Stara Zagora Bulgarie | Bulgarie - Turquie | 0-0   | Match amical                  |
| 26 août 1992      | Istanbul Turquie      | Turquie - Bulgarie | 3-2   | Match amical                  |
| 17 août 2005      | Sofia Bulgarie        | Bulgarie - Turquie | 3-1   | Match amical                  |

Bilan
- Total de matchs disputés : 21
- Victoires de l'équipe de Bulgarie : 9
- Matchs nuls : 8
- Victoires de l'équipe de Turquie : 5

## C

### Cameroun
Confrontations en matchs officiels entre le Cameroun et la Turquie :
| Date         | Lieu        | Match              | Score | Compétition                              |
| 21 juin 2003 | Saint-Denis | Cameroun - Turquie | 1-0   | Coupe des confédérations 2003 (Groupe B) |

Bilan
- Total de matchs disputés : 1
- Victoire de l'équipe du Cameroun : 1
- Victoire de l'équipe de Turquie : 0
- Match nul : 0

### Chine
Confrontations entre l'équipe de Chine de football et l'équipe de Turquie de football en matchs officiels :
| Date         | Lieu  | Match           | Score | Compétition                                |
| 13 juin 2002 | Séoul | Turquie - Chine | 3-0   | Coupe du monde de football 2002 (Groupe C) |

Bilan partiel
- Total de matchs disputés : 1
- Victoires de l'équipe de Chine : 0
- Victoires de l'équipe de Turquie : 1
- Match nul : 0

### Colombie
Rencontres
| Date         | Lieu          | Match              | Score | Compétition                                            |
| 28 juin 2003 | Saint-Étienne | Colombie - Turquie | 1-2   | Coupe des confédérations 2003 (Match pour la 3e place) |

Bilan
- Total de matchs disputés : 1
- Victoire de l'équipe de Colombie : 0
- Victoire de l'équipe de Turquie : 1
- Match nul : 0

### Corée du Sud
Confrontations entre la Corée du Sud et la Turquie en match officiel :
| Date           | Lieu    | Match                  | Score | Compétition                                  |
| 20 juin 1954   | Genève  | Turquie - Corée du Sud | 7-0   | Coupe du monde 1954 (Groupe B)               |
| 29 juin 2002   | Daegu   | Corée du Sud - Turquie | 2-3   | Coupe du monde 2002 (Match pour la 3e place) |
| 9 février 2011 | Trabzon | Turquie-Corée du Sud   | 0-0   | Match amical                                 |

Bilan
- Total de matchs disputés : 2
- Victoire de l'équipe de Corée du Sud : 0
- Victoire de l'équipe de Turquie : 2
- Match nul : 1

### Costa Rica
Confrontations entre l'équipe du Costa Rica de football et l'équipe de Turquie de football en matchs officiels :
| Date        | Lieu    | Match                | Score | Compétition                                |
| 9 juin 2002 | Incheon | Turquie - Costa Rica | 1-1   | Coupe du monde de football 2002 (Groupe C) |

Bilan partiel
- Total de matchs disputés : 1
- Victoires de l'équipe du Costa Rica : 0
- Victoires de l'équipe de Turquie : 0
- Match nul : 1

### Croatie
Confrontations entre l'équipe de Croatie de football et l'équipe de Turquie de football en matchs officiels :
| Date             | Lieu                  | Match             | Score                | Compétition                                                                |
| 11 juin 1996     | Nottingham Angleterre | Croatie - Turquie | 1-0                  | Euro 1996 (Groupe D)                                                       |
| 12 juin 1997     | Sendai Japon          | Croatie - Turquie | 1-1                  | Match amical                                                               |
| 31 mars 2004     | Zagreb Croatie        | Croatie - Turquie | 2-2                  | Match amical                                                               |
| 20 juin 2008     | Vienne Autriche       | Croatie - Turquie | 1-1 a.p. (1-3 t.a.b) | Euro 2008 (Quart de Finale)                                                |
| 11 novembre 2011 | Istanbul Turquie      | Turquie - Croatie | 0-3                  | Éliminatoires du Championnat d'Europe de football 2012 (Matchs de barrage) |
| 15 novembre 2011 | Zagreb Croatie        | Croatie - Turquie | 0-0                  | Éliminatoires du Championnat d'Europe de football 2012 (Matchs de barrage) |
| 12 juin 2016     | Paris France          | Turquie - Croatie | 0-1                  | Euro 2016 (groupe D)                                                       |
| 5 septembre 2016 | Zagreb Croatie        | Croatie - Turquie | 1-1                  | Éliminatoires de la Coupe du monde de football 2018                        |
| 11 novembre 2020 | Istanbul Turquie      | Turquie - Croatie | 3-3                  | Match amical                                                               |

Bilan partiel
- Total de matchs disputés : 9
- Victoires de l'équipe de Croatie : 5
- Victoires de l'équipe de Turquie : 0
- Matchs nuls : 5

## D

### Danemark
Confrontations entre l'équipe du Danemark de football et l'équipe de Turquie de football en matchs officiels :
| Date             | Lieu                 | Match              | Score | Compétition                                  |
| 12 décembre 1962 | Istanbul Turquie     | Danemark - Turquie | 1-1   | Match amical                                 |
| 30 mai 1966      | Copenhague Danemark  | Danemark - Turquie | 0-0   | Match amical                                 |
| 11 avril 1990    | Copenhague Danemark  | Danemark - Turquie | 1-0   | Match amical                                 |
| 8 avril 1992     | Ankara Turquie       | Turquie - Danemark | 2-1   | Match amical                                 |
| 19 juin 1996     | Sheffield Angleterre | Danemark - Turquie | 3-0   | Euro 1996 (Groupe D)                         |
| 18 février 2004  | Adana Turquie        | Turquie - Danemark | 0-1   | Match amical                                 |
| 13 octobre 2004  | Copenhague Danemark  | Danemark - Turquie | 1-1   | (Qualifications pour la Coupe du monde 2006) |
| 3 septembre 2005 | Istanbul Turquie     | Turquie - Danemark | 2-2   | (Qualifications pour la Coupe du monde 2006) |

Bilan
- Total de matchs disputés : 8
- Victoires de l'équipe du Danemark : 3
- Victoires de l'équipe de Turquie : 1
- Match nul : 2

### Écosse
Confrontations entre l'équipe d'Écosse de football et l'équipe de Turquie de football.
| Date        | Lieu           | Match            | Score | Compétition  |
| 8 juin 1960 | Ankara Turquie | Turquie - Écosse | 4-2   | Match amical |

Bilan
- Total de matchs disputés : 1
- Victoires de la Écosse : 0
- Victoires de la Turquie : 1
- Matchs nuls : 0

### Égypte
Confrontations entre l'équipe d'Égypte de football et l'équipe de Turquie de football.
| Date               | Lieu            | Match            | Score | Compétition                              |
| 1er septembre 1960 | Livourne Italie | Turquie - Égypte | 3-3   | Jeux olympiques d'été de 1960 (Groupe A) |

Bilan
- Total de matchs disputés : 1
- Victoires de la Égypte : 0
- Victoires de la Turquie : 1
- Matchs nuls : 0

## E

### Espagne
Confrontations entre l'Espagne et la Turquie :
| Date             | Lieu     | Match             | Score | Compétition                                                |
| 8 juin 1952      | Istanbul | Turquie - Espagne | 0-0   | Match amical                                               |
| 6 janvier 1954   | Madrid   | Espagne - Turquie | 4-1   | (Qualification pour la Coupe du monde de football de 1954) |
| 14 mars 1954     | Istanbul | Turquie - Espagne | 1-0   | (Qualification pour la Coupe du monde de football de 1954) |
| 17 mars 1954     | Rome     | Turquie - Espagne | 2-2   | (Qualification pour la Coupe du monde de football de 1954) |
| 6 novembre 1957  | Madrid   | Espagne - Turquie | 3-0   | Match amical                                               |
| 1er février 1967 | Istanbul | Turquie - Espagne | 0-0   | (Qualification pour l'Euro 1968)                           |
| 31 mai 1967      | Bilbao   | Espagne - Turquie | 2-0   | (Qualification pour l'Euro 1968)                           |
| 17 octobre 1973  | Istanbul | Turquie - Espagne | 0-0   | Match amical                                               |
| 28 mars 2009     | Madrid   | Espagne - Turquie | 1-0   | (Qualification pour la Coupe du monde de football de 2010) |
| 1er avril 2009   | Istanbul | Turquie - Espagne | 1-2   | (Qualification pour la Coupe du monde de football de 2010) |
| 17 juin 2016     | Nice     | Espagne - Turquie | 3-0   | Euro 2016 (groupe D)                                       |

Bilan
- Total de matchs disputés : 11
- Victoires de l'équipe d'Espagne : 6
- Matchs nuls : 4
- Victoires de l'équipe de Turquie : 1

### États-Unis
Confrontations entre l'Équipe des États-Unis de soccer et l'équipe de Turquie de football en matchs officiels :
| Date             | Lieu                    | Match                | Score | Compétition                              |
| 4 septembre 1991 | Istanbul Turquie        | Turquie - États-Unis | 1-1   | Match amical                             |
| 19 juin 2003     | Saint-Étienne France    | Turquie - États-Unis | 2-1   | Coupe des confédérations 2003 (Groupe B) |
| 29 mai 2010      | Philadelphie États-Unis | États-Unis - Turquie | 2-1   | Match Amical                             |

Bilan
- Total de matchs disputés : 3
- Victoires de l'équipe des États-Unis : 1
- Victoires de l'équipe de Turquie : 1
- Match nul : 1

## F

### France
Confrontations entre l'équipe de France de football et l'équipe de Turquie de football
| Date             | Lieu               | Match            | Score | Compétition                                |
| 9 octobre 1996   | Paris France       | France - Turquie | 4-0   | Amical                                     |
| 15 novembre 2000 | Istanbul Turquie   | Turquie - France | 0-4   | Amical                                     |
| 26 juin 2003     | Saint-Denis France | France - Turquie | 3-2   | Coupe des confédérations 2003 (1/2 finale) |
| 5 juin 2009      | Lyon France        | France - Turquie | 1-0   | Amical                                     |
| 8 juin 2019      | Konya Turquie      | Turquie - France | 2-0   | Éliminatoires Euro 2020                    |
| 14 octobre 2019  | Saint-Denis France | France - Turquie | 1-1   | Éliminatoires Euro 2020                    |

Bilan
- Nombre de matches joués : 6
- Victoires de la France : 4
- Match nul : 1
- Victoire de la Turquie : 1

### Géorgie
| Date             | Lieu               | Match             | Score | Compétition            |
| ---------------- | ------------------ | ----------------- | ----- | ---------------------- |
| 3 Septembre 2004 | Istanbul Turquie   | Turquie -Géorgie  | 1-1   | Éliminatoire FIFA 2006 |
| 29 Mars 2005     | Tbilissi Géorgie   | Géorgie - Turquie | 1-3   | Éliminatoire FIFA 2006 |
| 18 Juin 2024     | Dortmund Allemagne | Turquie -Géorgie  | 3-1   | EURO 2024 (Groupe F)   |

### Grèce
Confrontations entre l'Grèce et la Turquie :
| Date              | Lieu             | Match           | Score | Compétition                                  |
| 23 avril 1948     | Athènes Grèce    | Grèce - Turquie | 1-3   | Match amical                                 |
| 28 novembre 1948  | Istanbul Turquie | Turquie - Grèce | 2-1   | Match amical                                 |
| 16 mai 1949       | Athènes Grèce    | Grèce - Turquie | 1-2   | Match amical                                 |
| 21 septembre 1988 | Istanbul Turquie | Turquie - Grèce | 3-1   | Match amical                                 |
| 29 mars 1989      | Athènes Grèce    | Grèce - Turquie | 0-1   | Match amical                                 |
| 8 septembre 2004  | Le Pirée Grèce   | Grèce - Turquie | 0-0   | (Qualifications pour la Coupe du monde 2006) |
| 4 juin 2005       | Istanbul Turquie | Turquie - Grèce | 0-0   | (Qualifications pour la Coupe du monde 2006) |
| 24 mars 2007      | Le Pirée Grèce   | Grèce - Turquie | 1-4   | (Qualifications pour l'Euro 2008)            |
| 17 octobre 2007   | Istanbul Turquie | Turquie - Grèce | 0-1   | (Qualifications pour l'Euro 2008)            |
| 17 novembre 2015  | Istanbul Turquie | Turquie - Grèce | 3-0   | Match amical                                 |

Bilan
- Total de matchs disputés : 10
- Victoires de l'équipe de Grèce : 1
- Matchs nuls : 2
- Victoires de l'équipe de Turquie : 9
- Buts pour la Grèce : 6
- Buts pour la Turquie : 18

## I

### Islande
| Date     | Lieu      | Match              | Score | Compétition             |
| -------- | --------- | ------------------ | ----- | ----------------------- |
| 13/10/15 | Istanbul  | Turquie - Islande  | 1-0   | Euro 2016 Qualification |
| 9/10/16  | Reykjavík | Islande vs Turquie | 2-0   | FIFA 2018 Qualification |
| 6/10/17  | Istanbul  | Turquie - Islande  | 0-3   | FIFA 2018 Qualification |
| 11/06/19 | Reykjavík | Islande vs Turquie | 2-1   | Euro 2020 Qualification |
| 14/11/19 | Istanbul  | Turquie - Islande  | 0-0   | Euro 2020 Qualification |
| 9/09/24  | Istanbul  | Turquie - Islande  |       | LIGUE DES NATIONS24/25  |
| 14/10/24 | Reykjavík | Islande vs Turquie |       | LIGUE DES NATIONS24/25  |

### Italie
Confrontations entre l'équipe d'Italie de football et l'équipe de Turquie de football en matchs officiels :
| Date              | Lieu     | Match            | Score | Compétition                                            |
| 2 décembre 1962   | Bologne  | Italie - Turquie | 6-0   | (Qualifications de l'Euro 1964)                        |
| 27 mars 1963      | Istanbul | Turquie - Italie | 0-1   | (Qualifications de l'Euro 1964)                        |
| 13 janvier 1973   | Naples   | Italie - Turquie | 0-0   | (Qualifications de la Coupe du monde de football 1974) |
| 25 février 1973   | Istanbul | Turquie - Italie | 0-1   | (Qualifications de la Coupe du monde de football 1974) |
| 23 septembre 1978 | Florence | Italie - Turquie | 1-0   | Match amical                                           |
| 3 mars 1984       | Istanbul | Turquie - Italie | 1-2   | Match amical                                           |
| 21 décembre 1994  | Pescara  | Italie - Turquie | 3-1   | Match amical                                           |
| 11 juin 2000      | Arnhem   | Italie - Turquie | 2-1   | Euro 2000 (Groupe B)                                   |
| 20 novembre 2002  | Pescara  | Italie - Turquie | 1-1   | Match amical                                           |
| 15 novembre 2006  | Bergamo  | Italie - Turquie | 1-1   | Match amical                                           |

Bilan partiel
- Total de matchs disputés : 10
- Victoires de l'équipe d'Italie : 7
- Victoires de l'équipe de Turquie : 0
- Match nul : 3

## J

### Japon
Confrontations entre la Turquie et le Japon :
| Date         | Lieu   | Match           | Score | Compétition                      |
| 15 juin 1997 | Ōsaka  | Japon - Turquie | 1-0   | Match amical                     |
| 18 juin 2002 | Miyagi | Japon - Turquie | 0-1   | Coupe du monde 2002 - 1/8 Finale |

Bilan
Total de matchs disputés : 2
- Victoire de l'équipe du Japon : 1
- Match nul : 0
- Victoire de l'équipe de Turquie : 1

## L

### Lettonie
| Date             | Lieu              | Match              | Score | Compétition                            |
| 22 juin 1924     | Riga, Lettonie    | Lettonie - Turquie | 1-3   | Match amical                           |
| 15 novembre 2003 | Riga, Lettonie    | Lettonie - Turquie | 1-0   | Barrage de qualification à l'Euro 2004 |
| 19 novembre 2003 | Istanbul, Turquie | Turquie - Lettonie | 2-2   | Barrage de qualification à l'Euro 2004 |

Bilan
- Total de matchs disputés : 3
- Victoires de l'équipe de Lettonie : 1
- Matchs nuls : 1
- Victoires de l'équipe de Turquie : 1
- Total de buts marqués par l'équipe de Lettonie : 4
- Total de buts marqués par l'équipe de Turquie : 5

### Monténégro
| Date     | Lieu                 | Match                 | Score | Compétition             |
| -------- | -------------------- | --------------------- | ----- | ----------------------- |
| 01/09/21 | Istanbul Turquie     | Turquie vs Monténégro | 2-2   | FIFA2022 Q              |
| 16/11/21 | Podgorica Monténégro | Monténégro-Turquie    | 1-2   | FIFA2022 Q              |
| 11/10/21 | Istanbul Turquie     | Turquie vs Monténégro |       | LIGUE DES NATIONS 24/25 |
| 19/11/24 | Podgorica Monténégro | Monténégro-Turquie    |       | LIGUE DES NATIONS 24/25 |

## P

### Paraguay
Confrontations entre l'équipe du Paraguay de football et l'équipe de Turquie de football.
| Date         | Lieu          | Match              | Score | Compétition  |
| 17 juin 1995 | Iquique Chili | Paraguay - Turquie | 0-0   | Match amical |

Bilan
- Total de matchs disputés : 1
- Victoires de la Paraguay : 0
- Victoires de la Turquie : 0
- Matchs nuls : 1

### Pays-Bas
| Date             | Lieu               | Match               | Score | Compétition                                |
| 4 mai 1958       | Amsterdam Pays-Bas | Pays-Bas - Turquie  | 1-2   | Match amical                               |
| 10 mai 1959      | Istanbul Turquie   | Turquie - Pays-Bas  | 0-0   | Match amical                               |
| 16 décembre 1992 | Istanbul Turquie   | Turquie - Pays-Bas  | 1-3   | Qualifications pour la Coupe du monde 1994 |
| 24 février 1993  | Utrecht Pays-Bas   | Pays-Bas - Turquie  | 3-1   | Qualifications pour la Coupe du monde 1994 |
| 2 avril 1997     | Bursa Turquie      | Turquie - Pays-Bas  | 1-0   | Qualifications pour la Coupe du monde 1998 |
| 11 octobre 1997  | Amsterdam Pays-Bas | Pays-Bas - Turquie  | 0-0   | Qualifications pour la Coupe du monde 1998 |
| 28 février 2001  | Amsterdam Pays-Bas | Pays-Bas - Turquie  | 0-0   | Match amical                               |
| 17 novembre 2010 | Amsterdam Pays-Bas | Pays-Bas - Turquie  | 1-0   | Match amical                               |
| 7 septembre 2012 | Pays-Bas           | Pays-Bas - Turquie  | 2-0-  | Qualifications pour la Coupe du monde 2014 |
| 15 octobre 2013  | Turquie            | Turquie - Pays-Bas  | 0-2   | Qualifications pour la Coupe du monde 2014 |
| 28 Mars 2015     | Amsterdam Pays-Bas | Pays-Bas - Turquie  | 1-1   | Euro 2016 Qualification                    |
| 6 Septembre 2015 | Bursa Turquie      | Turquie - Pays-Bas  | 3-0   | Euro 2016 Qualification                    |
| 24 Mars 2021     | Istanbul Turquie   | Turquie - Pays-Bas  | 4-2   | Fifa 2022 Qualification                    |
| 7 Septembre 2021 | Amsterdam Pays-Bas | Pays-Bas - Turquie  | 6-1   | Fifa 2022 Qualification                    |
| 6 Juillet 2024   | Berlin Allemagne   | Pays-Bas vs Turquie | 2-1   | Euro 2024 (1/4 de finale)                  |

Bilan
- Total de matchs disputés :15
- Victoires de l'équipe de Turquie : 4
- Victoires de l'équipe des Pays-Bas : 7
- Matchs nuls : 4

### Pays de Galles
| Date     | Lieu              | Match                     | Score | Compétition             |
| -------- | ----------------- | ------------------------- | ----- | ----------------------- |
| 14/12/96 | Cardiff           | Pays de Galles vs Turquie | 0-0   | FIFA 1998 Qualification |
| 20/08/97 | Istanbul Turquie  | Turquie-Pays de Galles    | 6-4   | FIFA 1998 Qualification |
| 16/06/21 | Bakou Azerbaïdjan | Turquie-Pays de Galles    | 0-2   | Euro 2021(Fhase-Groupe) |
| 19/06/23 | Istanbul Turquie  | Turquie-Pays de Galles    | 2-0   | Euro 2024 Qualification |
| 21/11/23 | Cardiff           | Pays de Galles vs Turquie | 1-1   | Euro 2024 Qualification |
| 6/09/24  | Cardiff           | Pays de Galles vs Turquie |       | Ligue Des Nation 24/25  |
| 16/11/24 | Istanbul Turquie  | Turquie-Pays de Galles    |       | Ligue Des Nation 24/25  |

### Pologne
Confrontations entre la Pologne et la Turquie :
| Date              | Lieu             | Match                | Score | Compétition                                     |
| 29 juin 1924      | Lodz Pologne     | Pologne - Turquie    | 2-0   | Match amical                                    |
| 2 octobre 1925    | Istanbul Turquie | Turquie - Pologne    | 1-2   | Match amical                                    |
| 12 septembre 1926 | Lviv Ukraine     | Pologne - Turquie    | 6-1   | Match amical                                    |
| 16 novembre 1956  | Istanbul Turquie | Turquie - Pologne    | 1-1   | Match amical                                    |
| 19 mai 1957       | Varsovie Pologne | Pologne - Turquie    | 0-1   | Match amical                                    |
| 22 septembre 1963 | Poznań Pologne   | Pologne - Angleterre | 0-0   | Match amical                                    |
| 27 septembre 1964 | Istanbul Turquie | Turquie - Pologne    | 2-3   | Match amical                                    |
| 24 avril 1968     | Chorzow Pologne  | Pologne - Turquie    | 8-0   | Match amical                                    |
| 30 avril 1969     | Ankara Turquie   | Turquie - Pologne    | 1-3   | Match amical                                    |
| 22 septembre 1971 | Cracovie Pologne | Pologne - Turquie    | 5-1   | (Qualifications pour l'Euro 1972)               |
| 5 décembre 1971   | Izmir Turquie    | Turquie - Pologne    | 1-0   | (Qualifications pour l'Euro 1972)               |
| 26 septembre 1984 | Slupsk Pologne   | Pologne - Turquie    | 2-0   | Match amical                                    |
| 11 décembre 1985  | Adana Turquie    | Turquie - Pologne    | 1-1   | Match amical                                    |
| 14 novembre 1990  | Istanbul Turquie | Turquie - Pologne    | 0-1   | (Qualifications pour l'Euro 1992)               |
| 17 avril 1991     | Varsovie Pologne | Pologne - Turquie    | 3-0   | (Qualifications pour l'Euro 1992)               |
| 23 septembre 1992 | Poznań Pologne   | Pologne - Turquie    | 1-0   | (Qualifications pour la Coupe du monde de 1994) |
| 27 novembre 1993  | Istanbul Turquie | Turquie - Pologne    | 2-1   | (Qualifications pour la Coupe du monde de 1994) |

Bilan
- Total de matchs disputés : 17
- Victoires de l'équipe de Pologne : 11
- Victoires de l'équipe de Turquie : 3
- Matchs nuls : 3

### Portugal
Confrontations entre le Portugal et la Turquie :
| Date             | Lieu                  | Match              | Score | Compétition                                |
| 18 décembre 1955 | Turquie               | Turquie - Portugal | 3-1   | Match amical                               |
| 25 mars 1956     | Portugal              | Portugal - Turquie | 3-1   | Match amical                               |
| 24 janvier 1965  | Lisbonne Portugal     | Portugal - Turquie | 5-1   | Qualifications pour la Coupe du monde 1966 |
| 19 avril 1965    | Ankara Turquie        | Turquie - Portugal | 0-1   | Qualifications pour la Coupe du monde 1966 |
| 14 juin 1996     | Nottingham Angleterre | Portugal - Turquie | 1-0   | Euro 1996                                  |
| 24 juin 2000     | Amsterdam Pays-Bas    | Portugal - Turquie | 2-0   | Euro 2000                                  |
| 7 juin 2008      | Genève Suisse         | Portugal - Turquie | 2-0   | Euro 2008                                  |
| 2 juin 2012      | Lisbonne Portugal     | Portugal - Turquie | 1-3   | Match amical                               |
| 24 Mars 2022     | Portugal              | Portugal - Turquie | 3-1   | FIFA Qatar 2022 QL                         |
| 22 Juin 2024     | Dortmund Allemagne    | Turquie - Portugal | 0-3   | Euro 2024 (Groupe F)                       |

Bilan
- Total de matchs disputés : 10
- Victoires de l'équipe du Portugal : 8 (80  %)
- Victoires de l'équipe de Turquie : 2 (20 %)
- Match nul : 0 (0 %)

## R

### République tchèque
Confrontations entre la équipe de République tchèque de football et l'équipe de Turquie de football.
| 23 février 1994 | Istanbul Turquie           | Turquie - République tchèque | 1-4 | Match amical         |
| 26 mars 1996    | Ostrava République tchèque | République tchèque - Turquie | 3-0 | Match amical         |
| 30 avril 2003   | Teplice République tchèque | République tchèque - Turquie | 4-0 | Match amical         |
| 1er mars 2006   | Izmir Turquie              | Turquie - République tchèque | 2-2 | Match amical         |
| 15 juin 2008    | Genève Suisse              | Turquie - République tchèque | 3-2 | Euro 2008 (Groupe A) |
| 22 mai 2010     | Harrison États-Unis        | Turquie - République tchèque | 2-1 | Match amical         |
| 6 février 2013  | Manisa Turquie             | Turquie - République tchèque | 0-2 | Match amical         |
| 21 juin 2016    | Lens France                | République tchèque - Turquie | 0-2 | Euro 2016 (groupe D) |
| 26 Juin 2024    | Hambourg Allemagne         | République tchèque - Turquie | 1-2 | Euro 2024 (groupe F) |

Bilan
- Total de matchs disputés : 9
- Victoires de la République tchèque : 4
- Victoires de la Turquie : 4
- Matchs nuls : 1

### Roumanie
Confrontations entre l'équipe de Roumanie de football et l'équipe de Turquie de football.
| Date             | Lieu                 | Match              | Score | Compétition                                  |
| 26 octobre 1923  | Istanbul Turquie     | Turquie - Roumanie | 2-2   | Match amical                                 |
| 1er mai 1925     | Bucarest Roumanie    | Roumanie - Turquie | 1-2   | Match amical                                 |
| 7 mai 1926       | Istanbul Turquie     | Turquie - Roumanie | 1-3   | Match amical                                 |
| 15 avril 1928    | Arad Roumanie        | Roumanie - Turquie | 4-2   | Match amical                                 |
| 2 novembre 1958  | Bucarest Roumanie    | Roumanie - Turquie | 3-0   | (Qualifications pour l'Euro 1960)            |
| 26 avril 1959    | Istanbul Turquie     | Turquie - Roumanie | 2-0   | (Qualifications pour l'Euro 1960)            |
| 14 mai 1961      | Ankara Turquie       | Turquie - Roumanie | 0-1   | Match amical                                 |
| 8 octobre 1961   | Bucarest Roumanie    | Roumanie - Turquie | 4-0   | Match amical                                 |
| 9 octobre 1963   | Ankara Turquie       | Turquie - Roumanie | 0-0   | Match amical                                 |
| 2 mai 1965       | Bucarest Roumanie    | Roumanie - Turquie | 3-0   | (Qualifications pour la Coupe du monde 1966) |
| 23 octobre 1965  | Ankara Turquie       | Turquie - Roumanie | 2-1   | (Qualifications pour la Coupe du monde 1966) |
| 19 mars 1975     | Istanbul Turquie     | Turquie - Roumanie | 1-1   | Match amical                                 |
| 12 octobre 1975  | Bucarest Roumanie    | Roumanie - Turquie | 2-2   | Match amical                                 |
| 23 mars 1977     | Bucarest Roumanie    | Roumanie - Turquie | 4-0   | Match amical                                 |
| 22 mars 1978     | Istanbul Turquie     | Turquie - Roumanie | 1-1   | Match amical                                 |
| 29 janvier 1983  | Istanbul Turquie     | Turquie - Roumanie | 1-1   | Match amical                                 |
| 9 mars 1983      | Târgu Mureș Roumanie | Roumanie - Turquie | 3-1   | Match amical                                 |
| 3 avril 1985     | Craiova Roumanie     | Roumanie - Turquie | 3-0   | (Qualifications pour la Coupe du monde 1986) |
| 13 novembre 1985 | Izmir Turquie        | Turquie - Roumanie | 1-3   | (Qualifications pour la Coupe du monde 1986) |
| 4 mars 1987      | Ankara Turquie       | Turquie - Roumanie | 1-3   | Match amical                                 |
| 15 février 1995  | Izmir Turquie        | Turquie - Roumanie | 1-1   | Match amical                                 |
| 22 août 2007     | Bucarest Roumanie    | Roumanie - Turquie | 2-0   | Match amical                                 |
| 11 août 2010     | Istanbul Turquie     | Turquie - Roumanie | 2-0   | Match amical                                 |

Bilan
- Total de matchs disputés : 23
- Victoires de la Roumanie : 12
- Victoires de la Turquie : 4
- Matchs nuls : 7

### Russie
Confrontations entre l'équipe de Turquie de football et la Russie de football.
| Date          | Lieu    | Match            | Score | Compétition |
| 20 avril 1994 | Turquie | Turquie - Russie | 0-1   | Amical      |
| 22 avril 1998 | Russie  | Russie - Turquie | 1-0   | Amical      |

Bilan
- Total de matchs disputés : 2
- Victoires des équipes d'URSS et de Russie : 2
- Victoires de l'équipe de Turquie : 0
- Matchs nuls : 0

Source
- (en) Russia matches, ratings and points exchanged

## S

### Sénégal
Confrontations entre la Turquie et le Sénégal en matches officiels :
| Date         | Lieu  | Match             | Score   | Compétition                            |
| 22 juin 2002 | Osaka | Turquie - Sénégal | 1-0 beo | Coupe du monde 2002 (Quarts de finale) |

Bilan
- Total de matchs disputés : 1
- Victoires de la Turquie : 1 (100 %)
- Victoires du Sénégal : 0
- Match nul : 0
- Buts marqués par la Turquie : 1
- Buts marqués par le Sénégal : 0

### Suède
Confrontations entre l'équipe de Suède de football et l'équipe de Turquie de football en matchs officiels :
| Date             | Lieu               | Match           | Score | Compétition                                  |
| 10 juin 1951     | Stockholm Suède    | Suède - Turquie | 3-1   | Match amical                                 |
| 14 novembre 1951 | Istanbul Turquie   | Turquie - Suède | 1-0   | Match amical                                 |
| 29 mars 1995     | Istanbul Turquie   | Turquie - Suède | 2-1   | (Qualifications pour l'Euro 1996)            |
| 15 novembre 1995 | Stockholm Suède    | Suède - Turquie | 2-2   | (Qualifications pour l'Euro 1996)            |
| 15 juin 2000     | Eindhoven Pays-Bas | Suède - Turquie | 0-0   | Euro 2000 (Groupe B)                         |
| 7 octobre 2000   | Göteborg Suède     | Suède - Turquie | 1-1   | (Qualifications pour la Coupe du monde 2002) |
| 5 septembre 2001 | Istanbul Turquie   | Turquie - Suède | 1-2   | Coupe du monde 2002                          |
| 6 février 2008   | Istanbul Turquie   | Turquie - Suède | 0-0   | Match amical                                 |
| 24 mars 2016     | Antalya Turquie    | Turquie - Suède | 2-1   | Match amical                                 |
| 17 novembre 2018 | Eskişehir Turquie  | Turquie - Suède | 0-1   | Ligue des nations de l'UEFA 2018-2019        |

Bilan
- Total de matchs disputés : 10
- Victoires de l'équipe de Suède : 4
- Victoires de l'équipe de Turquie : 5
- Match nul : 4

### Suisse
Confrontations entre la Suisse et la Turquie :
| Date              | Lieu              | Match            | Score | Compétition                                |
| 1er juin 1952     | Ankara Turquie    | Turquie - Suisse | 1-5   | Match amical                               |
| 25 mai 1953       | Berne Suisse      | Suisse - Turquie | 1-2   | Match amical                               |
| 24 septembre 1969 | Istanbul Turquie  | Turquie - Suisse | 3-0   | Match amical                               |
| 26 septembre 1971 | Zurich Suisse     | Suisse - Turquie | 4-0   | Match amical                               |
| 9 mai 1973        | Bâle Suisse       | Suisse - Turquie | 1-1   | Qualifications pour la Coupe du monde 1974 |
| 18 novembre 1973  | Izmir Turquie     | Turquie - Suisse | 2-0   | Qualifications pour la Coupe du monde 1974 |
| 1er décembre 1974 | Izmir Turquie     | Turquie - Suisse | 2-1   | Qualifications pour l'Euro 1976            |
| 30 avril 1975     | Zurich Suisse     | Suisse - Turquie | 1-1   | Qualifications pour l'Euro 1976            |
| 28 août 1985      | Saint-Gall Suisse | Suisse - Turquie | 0-0   | Match amical                               |
| 12 mars 1986      | Adana Turquie     | Turquie - Suisse | 1-0   | Match amical                               |
| 14 décembre 1994  | Istanbul Turquie  | Turquie - Suisse | 1-2   | Qualifications pour l'Euro 1996            |
| 26 avril 1995     | Berne Suisse      | Suisse - Turquie | 1-2   | Qualifications pour l'Euro 1996            |
| 12 novembre 2005  | Berne Suisse      | Suisse - Turquie | 2-0   | Qualifications pour la Coupe du monde 2006 |
| 16 novembre 2005  | Istanbul Turquie  | Turquie - Suisse | 4-2   | Qualifications pour la Coupe du monde 2006 |
| 11 juin 2008      | Bâle Suisse       | Suisse - Turquie | 1-2   | Euro 2008                                  |
| 20 juin 2021      | Bakou Azerbaïdjan | Suisse - Turquie | 3-1   | Euro 2020 (1er tour)                       |

Bilan
- Total de matchs disputés : 16
- Victoires de l'équipe de Suisse : 5 (31 %)
- Victoires de l'équipe de Turquie : 8 (50 %)
- Match nul : 3 (19 %)

Source
- www.fifa.com

### Tchécoslovaquie
Confrontations entre l'Tchécoslovaquie et la Turquie :
| Date              | Lieu                       | Match                     | Score | Compétition                                     |
| 25 novembre 1956  | Prague Tchécoslovaquie     | Tchécoslovaquie - Turquie | 1-1   | Match amical                                    |
| 18 décembre 1958  | Istanbul Turquie           | Turquie - Tchécoslovaquie | 1-0   | Match amical                                    |
| 9 décembre 1965   | Istanbul Turquie           | Turquie - Tchécoslovaquie | 0-6   | (Qualifications pour la Coupe du monde de 1966) |
| 21 novembre 1965  | Brno Tchécoslovaquie       | Tchécoslovaquie - Turquie | 3-1   | (Qualifications pour la Coupe du monde de 1966) |
| 18 juin 1967      | Bratislava Tchécoslovaquie | Tchécoslovaquie - Turquie | 3-0   | (Qualifications pour l'Euro 1968)               |
| 15 septembre 1967 | Ankara Turquie             | Turquie - Tchécoslovaquie | 0-0   | (Qualifications pour l'Euro 1968)               |
| 7 septembre 1977  | Istanbul Turquie           | Tchécoslovaquie - Turquie | 1-0   | Match amical                                    |
| 3 décembre 1980   | Prague Tchécoslovaquie     | Tchécoslovaquie - Turquie | 3-0   | (Qualifications pour la Coupe du monde de 1982) |
| 15 avril 1981     | Istanbul Turquie           | Turquie - Tchécoslovaquie | 0-3   | (Qualifications pour la Coupe du monde de 1982) |

Bilan
- Total de matchs disputés : 9
- Victoires de l'équipe de Tchécoslovaquie : 6
- Victoires de l'équipe de Turquie : 1
- Matchs nuls : 2

## T

### Tunisie
Confrontations entre l'équipe de Tunisie de football et l'équipe de Turquie de football.
| Date              | Lieu           | Match             | Score | Compétition  |
| 1er novembre 1964 | Ankara Turquie | Turquie - Tunisie | 4-1   | Match amical |
| 22 janvier 1967   | Tunis Tunisie  | Tunisie - Turquie | 0-0   | Match amical |
| 13 mars 1968      | Izmir Turquie  | Turquie - Tunisie | 0-0   | Match amical |
| 27 mars 1991      | Radès Tunisie  | Tunisie - Turquie | 0-0   | Match amical |

Bilan
- Total de matchs disputés : 5
- Victoires de la Tunisie : 0
- Victoires de la Turquie : 1
- Matchs nuls : 3

## U

### Ukraine
Confrontations entre l'équipe d'Ukraine de football et l'équipe de Turquie de football.
| Date             | Lieu                   | Match             | Score | Compétition                                  |
| 1er mai 1996     | Samsun (ville) Turquie | Turquie - Ukraine | 3-2   | Match amical                                 |
| 12 février 2003  | Izmir Turquie          | Turquie - Ukraine | 0-0   | Match amical                                 |
| 17 novembre 2004 | Istanbul Turquie       | Turquie - Ukraine | 0-3   | (Qualifications pour la Coupe du monde 2006) |
| 7 septembre 2005 | Kiev Ukraine           | Ukraine - Turquie | 0-1   | (Qualifications pour la Coupe du monde 2006) |
| 12 août 2009     | Kiev Ukraine           | Ukraine - Turquie | 0-3   | Match amical                                 |

Bilan
- Total de matchs disputés : 5
- Victoires de la Ukraine : 1
- Victoires de la Turquie : 3
- Matchs nuls : 1

### URSS
Confrontations entre l'équipe de Turquie de football et l'équipe d'Équipe d'Union soviétique de football.
| Date              | Lieu             | Match          | Score | Compétition                                      |
| 16 novembre 1924  | Union soviétique | URSS - Turquie | 3-0   | Amical                                           |
| 15 mai 1925       | Turquie          | Turquie - URSS | 1-2   | Amical                                           |
| 20 août 1931      | Union soviétique | URSS - Turquie | 3-2   | Amical                                           |
| 21 octobre 1932   | Turquie          | Turquie - URSS | 2-2   | Amical                                           |
| 23 octobre 1932   | Turquie          | Turquie - URSS | 0-4   | Amical                                           |
| 27 octobre 1932   | Turquie          | Turquie - URSS | 0-1   | Amical                                           |
| 30 octobre 1932   | Turquie          | Turquie - URSS | 2-3   | Amical                                           |
| 30 juillet 1933   | Union soviétique | URSS - Turquie | 1-2   | Amical                                           |
| 7 août 1934       | Union soviétique | URSS - Turquie | 2-1   | Amical                                           |
| 13 octobre 1935   | Turquie          | Turquie - URSS | 1-2   | Amical                                           |
| 15 octobre 1935   | Turquie          | Turquie - URSS | 2-2   | Amical                                           |
| 19 octobre 1935   | Turquie          | Turquie - URSS | 3-3   | Amical                                           |
| 21 octobre 1935   | Turquie          | Turquie - URSS | 2-3   | Amical                                           |
| 25 octobre 1935   | Turquie          | Turquie - URSS | 1-2   | Amical                                           |
| 27 octobre 1935   | Turquie          | Turquie - URSS | 3-3   | Amical                                           |
| 18 juin 1961      | Union soviétique | URSS - Turquie | 1-0   | Qualifications pour la Coupe du monde 1962       |
| 12 novembre 1961  | Turquie          | Turquie - URSS | 1-2   | Qualifications pour la Coupe du monde 1962       |
| 16 octobre 1961   | Union soviétique | URSS - Turquie | 0-2   | Amical                                           |
| 11 mars 1969      | Iran             | URSS - Turquie | 2-0   | Friendship Cup                                   |
| 15 octobre 1969   | Union soviétique | URSS - Turquie | 3-0   | Qualifications pour la Coupe du monde 1970       |
| 16 novembre 1969  | Turquie          | Turquie - URSS | 1-3   | Qualifications pour la Coupe du monde 1970       |
| 2 avril 1975      | Union soviétique | URSS - Turquie | 3-0   | Qualifications pour le Championnat d'Europe 1976 |
| 23 novembre 1975  | Turquie          | Turquie - URSS | 1-0   | Qualifications pour le Championnat d'Europe 1976 |
| 5 octobre 1978    | Turquie          | Turquie - URSS | 0-2   | Amical                                           |
| 23 septembre 1981 | Union soviétique | URSS - Turquie | 4-0   | Qualifications pour la Coupe du monde 1982       |
| 7 octobre 1981    | Turquie          | Turquie - URSS | 0-3   | Qualifications pour la Coupe du monde 1982       |
| 10 mai 1989       | Turquie          | Turquie - URSS | 0-1   | Qualifications pour la Coupe du monde 1990       |
| 15 novembre 1989  | Union soviétique | URSS - Turquie | 2-0   | Qualifications pour la Coupe du monde 1990       |

Bilan
- Total de matchs disputés : 28
- Victoires des équipes d'URSS et de Russie : 21
- Victoires de l'équipe de Turquie : 3
- Matchs nuls : 4

### Uruguay
Confrontations entre l'équipe d'Uruguay de football et l'équipe de Turquie de football.
| Date        | Lieu             | Match             | Score | Compétition  |
| 25 mai 2008 | Bochum Allemagne | Turquie - Uruguay | 2-3   | Match amical |

Bilan
- Total de matchs disputés : 1
- Victoires de la Uruguay : 1
- Victoires de la Turquie : 0
- Matchs nuls : 0

Source
- (en) Russia matches, ratings and points exchanged